# Park Yang-Gae
Park Yang-Gae är en sydkoreansk basketspelare.
Hon tog OS-silver i damernas turnering i samband med de olympiska baskettävlingarna 1984 i Los Angeles.